# Valdebernardo
Valdebernardo es un barrio administrativo de Madrid perteneciente al distrito de Vicálvaro. Constituido como tal en 1995, tras los cambios en la delimitación territorial interna del distrito llevada a cabo por el Ayuntamiento de Madrid.

## Situación
El barrio de Valdebernardo está situado al suroeste del distrito de Vicálvaro. Está limitado al oeste por la autovía de circunvalación M-40. Al sur por la autovía del este A-3. Al este por la vía ferroviaria de Cercanías Madrid (líneas C-2 y C-7). Al norte está delimitado por la avenida de las comunidades, la calle marmolina, la calle de la Dehesa de Vicálvaro, la avenida de la Aurora Boreal, la avenida de la Democracia, la plaza de Alosno, y el camino Viejo de Vicálvaro.

## Urbanismo
El barrio de Valdebernardo se vertebra sobre dos grandes vías principales:
- Bulevar de José Prat, que según resolución del TSJM las placas con su nombre deben ser retiradas.
- Bulevar de Indalecio Prieto pendiente de cambio de nombre, que según resolución del TSJM las placas con su nombre deben ser retiradas.

Otras vías que componen el barrio:
- Calle del Péndulo.
- Calle del Pergamino.
- Calle de la Ladera de los Almendros.
- Calle de Estrellita Castro.
- Plaza de los Cooperativistas.
- Calle de Ana Mariscal.
- Calle del Cordel de Pavones.
- Calle de Copérnico.
- Calle de Arquímedes.
- Calle de la Isla de Hierro.
- Calle de los Poetas.
- Calle de las Moras.
- Calle de las Alpujarras.
- Calle de los Peruchos.
- Calle de los Mocetes.
- Calle de los Pinillas.
- Plaza de Juan Benet.
- Plaza de Juan Rof Carballo.
- Calle de la Raya.
- Plaza de Rosa Chacel.
- Plaza de Juan Carlos Onetti.
- Calle de los Juglares.
- Calle de la Bicicleta.
- Calle de los Faisanes.
- Calle del Tren de Arganda.
- Plaza de Dávila.

## Transportes

### Metro de Madrid
El barrio está comunicado mediante la línea:
- : que discurre bajo los bulevares de José Prat e Indalecio Prieto, con una estación, Valdebernardo.

### Autobuses
Dentro de la red de la Empresa Municipal de Transportes de Madrid, las siguientes líneas prestan servicio al barrio de Valdebernardo:
| Línea | Terminales                                  |
| ----- | ------------------------------------------- |
| 8     | Plaza de Legazpi - Valdebernardo            |
| 71    | Plaza de Manuel Becerra - Puerta de Arganda |
| 130   | Villaverde Alto - Vicálvaro                 |
| E4    | Avenida de Felipe II - Valdebernardo        |
| N8    | Plaza de Cibeles - Pavones                  |

### Carretera
El barrio se comunica por carretera por las siguientes vías:
- M-40: Salida 14: Avenida del Doctor García Tapia - Vicálvaro.
- A-3: Salida 7: Vicálvaro - Valdebernardo.